# Данов, Христо
Христо Груев Данов (27 августа 1828 года, Клисура — 11 декабря 1911 года, Пловдив) — болгарский просветитель, книгоиздатель, основоположник современного книгоиздания в Болгарии.

## Биография
Христо Данов родился в городе Клисура, там учился в церковной школе, затем продолжил образование в классной школе Саввы Радулова в Панагюриште, после чего учился в Копривштице у Найдена Герова и Иоакима Груева.
В 1849 году Данов стал помощником учителя в Пловдиве, потом основал воскресную школу в Стрелче. С 1854 года преподавал в знаменитой школе Найдена Герова, основал классную школу в родной Клисуре.
В 1857 году совместно с учителем Ячо Трувчевым основал товарищество, позже ставшее издательством. В 1869—1876 годах издательство Данова выпускало журнал «Летоструй или домашен календар». С 1878 — первый общеболгарский журнал «Марица». В издательстве выходили первые в стране настенные географические карты.
В 1882 году Данов был избран народным представителем в областное собрание автономной Восточной Румелии.
С ноября 1896 года по апрель 1899 года Христо Данов был кметом (градоначальником) Пловдива. На посту кмета Данов отказался от заработной платы. При его управлении был разработан первый генеральный план Пловдива (архитектор Иосиф Шнитер).
Христо Данов скончался 11 декабря 1911 года, погребён в церкви Света Богородица.
|  |  |  |

## Работы и издания Христо Данова
- Кратка числителница за малки детца. Нарядил Х. Г. Данов. Издава ся от съдружеството на Българската книгопродавница в Пловдив. Пеща, 1859. У книгопечятн. Алойзия Бучянский
- Пространно священо битоописание на цръквата от вехтий и новий завет със 101 изображения. Нарядил Х. Г. Данов. Издава ся от съдружеството на Блъгарската книгопродавница в Пловдив. Пеща, 1859. У книгопечятн. Алойзиа Бучянский, 1859
- Пространний християнский катихизис за православната съборна восточна черква (от Филарет Московски митрополит). Превел Хр. Г. Данов. 1863. Издава ся от книжярницата на Хр. Г. Данова и на съдружеството в Пловдив. (Във Вена, у книгопечятн. Л. Сомера)
- Теоретическа и практическа числителница. Съставил Хр. Г. Данов. Второ издание, съвсем преработено и допълнено. Книжярница на Хр. Г. Данов и с-ие в Пловдив, Русчюк и Велес, 1868. Във Виена, у книгопечятн. Л. Сомерова
- Часослов во употребление святия православния церкве восточнаго вероизповедания. Книжарница на Хр. Г. Данов в Пловдив, Русчук, Велес. Виена, 1875